# Pobijedi Šolu
Pobijedi Šolu bila je televizijska igra u kojemu su natjecatelji morali pobijediti hrvatskoga rukometaša Vladu Šolu, a pobjednik osvaja 100 000 kuna. Ako pobijedi Vlado Šola, tih 100 000 kuna prenosi se dalje u sljedeću emisiju. Pobijedi Šolu bila je hrvatska inačica njemačkoga showa Schlag den Raab (hr. Pobijedi Raaba; naziv se odnosi na njemačku TV zvijezdu Stefana Raaba). Format emisije je, uz Hrvatsku, otkupilo još 17 zemalja.

## Voditelji
Voditelji emisije bili su:
- Belma Hodžić, glavna voditeljica
- Filip Brkić i Davor Sever, komentatori

Emisija se sastojala od 15 igara, od kojih svaka sljedeća igra nosi sve više bodova (npr. 1. igra nosi 1 bod, druga igra nosi 2 boda, treća 3 boda, četvrta 4 boda..., itd.).

## Emisije

### Prva emisija
Prva emisija održana je 20. veljače 2009. U prvoj je emisiji Šolin protivnik bio Damir Car, koji je na kraju pobijedio rezultatom 61:59 i osvojio 100 000 kuna.

### Druga emisija
Druga emisija održana je 20. ožujka 2009., a protivnik Vladi Šoli bila je Tena Maričak, prva žena u emisiji. Tena je izgubila od Šole i omogućila sudioniku treće emisije borbu za 200 000 kuna.

### Treća emisija
Treća emisija održana je 14. travnja 2009.

U emisiji je sudjelovao Davor Jodanović iz Pule i postao je prvi natjecatelj koji je osvojio 200 000 kuna.

### Četvrta emisija
Četvrta emisija održana je 4. svibnja 2009., a u njoj je sudjelovao Krunoslav Biberović iz Đakova. Drugi put, pobijedio je Vlado Šola, te je omogućio sudioniku pete emisije borbu za 200 000 kuna. Za razliku od prve tri emisije, koje su se održavale petkom, ova je održana u nedjelju zbog talent showa Hrvatska traži zvijezdu.

### Peta emisija
Peta emisija showa održana je u nedjelju, 21. lipnja 2009. godine. Vlado Šola je drugu emisiju svladao protivnika, ovaj put Danijela Petrovića iz Belišća.

### Šesta emisija
Nakon ljetne stanke, show Pobijedi Šolu se nastavio, i to 9. listopada 2009. s natjecateljem Ivanom Gažićem. Šola i Gažić su se borili za rekordnu nagradu od 300 000 kuna.  U prvoj emisiji nove sezone, Vlado Šola je treći put zaredom pobijedio i sljedećem natjecatelju omogućio borbu za 400 tisuća kuna.

### Sedma emisija
U sedmoj emisiji, Šola i natjecatelj su se borili za 400 000 kn. Novi Šolin protivnik bio je Marko Orešković. U emisiji, održanoj 6. studenoga 2009., pobijedio je Orešković i osvojio rekordnu nagradu.

## Vanjske poveznice
- Službena stranica  Arhivirana inačica izvorne stranice od 6. svibnja 2009. (Wayback Machine)
- "Pobijedi Šolu" na rtl.hr  Arhivirana inačica izvorne stranice od 19. travnja 2009. (Wayback Machine)